# Кохання у вересні (фільм, 1936)
«Кохання у вересні» (англ. Love in September) — американська короткометражна кінокомедія режисера Едварда Ф. Клайна 1936 року.

## У ролях
- Джекі Куган — Джекі
- Клара Кімболл Янг
- Гледіс Блейк
- Глен Боулс
- Луїз Карвер
- Маргарет Маркіз
- Джон Макгуайр
- Клер Мейерс
- Волтер Рід